# Tretopteryx pertusalis
Tretopteryx pertusalis är en fjärilsart som beskrevs av Charles Andreas Geyer 1832. Tretopteryx pertusalis ingår i släktet Tretopteryx och familjen mott. Inga underarter finns listade i Catalogue of Life.